# Glenea flavosignata
Glenea flavosignata é uma espécie de escaravelho da família Cerambycidae.